# 苏索洛夫卡农村居民点
苏索洛夫卡农村居民点（俄语：Сельское поселение Сусоловское）是俄罗斯联邦沃洛格达州大乌斯秋格区所属的一个农村居民点。其下辖有3个居民点，行政中心为苏索洛夫卡。据2015年统计，该农村居民点的人口为693人。